# Зашишевье
Зашишевье — деревня в Вышневолоцком городском округе Тверской области.

## География
Находится в центральной части Тверской области на расстоянии приблизительно 18 км по прямой на север-северо-восток от города Вышний Волочёк на восточном берегу озера Шишево.

## История
Была отмечена как Зашашевье на карте 1825 года. В 1859 году здесь (сельцо Зашишенье Вышневолоцкого уезда) было учтено 19 дворов. До 2019 года входила в состав ныне упразднённого Сорокинского сельского поселения Вышневолоцкого муниципального района. Имелась Никольская церковь.
В тверском селе с тем же названием (и примечанием: «настоящее село Зашишевье с описанным не соотносится никак») происходит существенная часть действия романа Олега Дивова «Ночной смотрящий».

## Население
Численность населения составляла 164 человека (1859 год), 36 (русские 100%) в 2002 году, 16 в 2010.